# Dipturus ecuadoriensis
Dipturus ecuadoriensis és una espècie de peix de la família dels raids i de l'ordre dels raïformes.

## Reproducció
És ovípar i els ous tenen com a banyes a la closca.

## Hàbitat
És un peix marí, de clima tropical i demersal.

## Distribució geogràfica
Es troba a l'oceà Pacífic sud-oriental: l'Equador.

## Observacions
És inofensiu per als humans.